# Rouissat
Rouissat est une commune de la wilaya de Ouargla en Algérie.